# Saranac (Michigan)
Pour les articles homonymes, voir Saranac.
La ville américaine de Saranac est située dans le comté de Ionia, dans l’État du Michigan. Sa population s’élevait à 1 325 habitants lors du recensement de 2010.
Le géologue J Harlen Bretz, célèbre pour sa théorie des inondations de Missoula, est né à Saranac en 1882.

## Source
- (en) Cet article est partiellement ou en totalité issu de l’article de Wikipédia en anglais intitulé « Saranac, Michigan » (voir la liste des auteurs).